# Книга дивних нових речей
«Книга дивних нових речей» — науково-фантастичний роман голландського письменника Мішеля Фейбера 2014 року. Твір вперше був опублікований у Великій Британії 6 жовтня 2014 року. В ньому розповідається про англійського пастора, якого відправляють на планету Оазис для встановлення контакту із тубільцями, що понад усе прагнуть пізнавати Біблію, яку називають «Книга дивних нових речей».
В Україні книга побачила світ українською мовою 2017 року.
Amazon Studios випустила пілотний епізод телевізійної адаптації «Оазис» у березні 2017 року.

## Сюжет
Покинувши рідну домівку й кохану дружину Беа, священник Пітер Лі за завданням таємничої корпорації АМІК вирушає до планети Оаза. Місія чоловіка — налагодити контакт із тубільцями, що понад усе прагнуть пізнавати Біблію, яку називають «Книга дивних нових речей». Пітер очікує на ворожість під час зустрічі з тубільцями, але натомість виявляє, що вони надзвичайно привітні, вже дуже добре розмовляють англійською та є пристрасними відданими християнської віри, називаючи себе Ісусом Коханим Першим, Другим і так далі. Пітер береться за роботу, намагаючись побудувати церкву для Ісусолюбців і намагаючись жити серед них.
Під час своїх коротких подорожей до базового табору, де живуть інженери та вчений, які керують корпорацією АМІК на планеті Оаза, він намагається зв'язатися з Беа за допомогою Shoot, системи повідомлень, яка дозволяє йому спілкуватися із Землею. Хоча початкові повідомлення Беа сповнені любові, вони також містять інформацію про серйозні стихійні лиха, спричинені глобальним потеплінням, включаючи повені та голод, які сталися після від'їзду Пітера. Через кілька місяців вона також повідомляє Пітеру, що вагітна його дитиною, зачатою в останню ніч, коли він був з нею. Пітер, чиє життя наповнене його місіонерською роботою, відчуває віддаленість від Беа, і йому стає важко згадати її обличчя та їхнє спільне життя, замість цього зосереджується на тому, щоб інтегруватися в громаду Оази.
Допомагаючи оазанам зібрати врожай, який вони обмінюють із населенням корпорації АМІК на ліки, Пітер отримує жахливий укус оазанського шкідника. Громада в жаху і ставиться до нього так, ніби той помирає. Пітер вірить, що його отруїли, але, однак, він повертається до корпорації АМІК, де йому лікують рани, і отримує повідомлення від Беа, яка говорить йому, що Бога немає. У біді Пітер вирішує знову повернутися до Оази, щоб померти, але випадково знаходить село, яке вони покинули до його прибуття, де зустрічає лінгвіста, який був його попередником. Лінгвіст попереджає, що працівники корпорації АМІК не такі відверті, як здаються, і що Земля вмирає.
Наступного дня Пітера забирає Грейнгер, фармацевт АМІК, з яким він найближче зійшовся. Грейнгер припускає, що у Пітера, можливо, були галюцинації, оскільки був сильно зневоднений. Повернувшись у базовий табір АМІК, він дізнається, що його улюблениця на Оазі Ісусова Кохана П'ять, прийшла до базового табору на лікування, оскільки впала картина, яка поранила її руку та призвела до смерті. Пітер з жахом усвідомлює, що причина, чому оазани так сильно полюбили Ісуса, прийняли Ісуса через те, що вони страшенно вразливі до травм і смерті, і вони сприймають розповіді про чудеса зцілення, небеса та воскресіння Ісуса з могили, буквально.
Зважаючи на ставлення Беа та той факт, що він ненавмисно обдурив оазанів, Пітер вирішує повернутися на Землю. Він знову відвідує місто Оазан, де його паства, яка востаннє бачила, як він отримав важкі травми, сприймає його повернення як диво. Як прощальний подарунок він намагається пояснити, що люди здатні відновлюватися після травм на відміну від оазанців, але вони, попри це, залишаються вірними християнами. Перед від'їздом на Землю Пітер отримує останнє повідомлення від Беа, яка говорить йому залишатися на місці, оскільки вона має переїхати, а Земля стала небезпечною. Однак Пітер вирішив повернутися до неї та їхньої новонародженої дитини і залишитися з ними навіть до кінця світу.

## Відгуки
Критики щодо «Книги дивних нових речей» були здебільшого позитивними і твір отримав схвалення від io9, Нью-Йорк таймс та The Independent. Газета The Guardian похвалила твір за те, що він «дивовижний і глибоко вражаючий» і написала: «Це великий роман — частково тому, що він має побудувати та пояснити свою недомашню обстановку, частково тому, що в ньому дуже багато релігійного, лінгвістичного, філософського та політичного для сприйняття, але читача з певною швидкістю тягне через це готичне відчуття тривоги, яке пронизує та заплямує кожен елемент».
NPR був більш неоднозначним у своїй рецензії, коментуючи, що як твір наукової фантастики, ця книга була надто знайома і порівнював її несхвально з «Кантикою за Лейбовіцем»,, водночас заявивши, що Фейбер «розповідає чудову людську історію про кохання, втрату, віру та інколи нездоланні відстані між людьми. Це відчувається, понад усе, як боляче ніжна 500-сторінковий перший розділ романа-апокаліпсиса, який ще попереду» Portsmouth Review називає твір «геніальним поглядом на те, як відстань може змінити те, що ми бачимо, і куди ми звертаємо власну увагу».

## Видання українською мовою
Книга побачила світ в Україні українською мовою 2017 року — у харківському видавництві «Віват». Оригінальний текст з англійської переклав Олег Лесько. Дизайнер обкладинки Віталій Котенджи.